# Froðba
Froðba est un village des îles Féroé qui se trouve sur la côte est de l'île de Suduroy.
Il est dit que Froðba est le plus vieux village de l'île de Suduroy. Un roi danois, Frode, aurait fondé ce village[réf. nécessaire]. Le nom du village vient d'ailleurs de là. Le village s'appelait auparavant Froðebøur, ce qui signifie le « champ de Frode ». Le nom a ensuite dérivé vers Froðba.